# Жана Жекова
Жана Жекова е съвременна българска модна дизайнерка. Членка е на Съюза на българските художници (1987).
Родена е в Казанлък. Завършила е висше образование във ВМЕИ, София. Първата българска дизайнерка, която вдъхва нов живот на дамския корсет и го налага отново в модата. Започва творческата си кариера към 1984-1985 г.
Създава години наред вечерните облекла за българските участнички в конкурса „Мис Свят“ и е официален дизайнер на конкурса „Мис България“ (2001). Авторка е на вечерните тоалети на актрисите във филма „Хищна птица“ (1995, реж. Боян Милушев, с участието на Ричард Чембърлейн).

## Отличия
Жана Жекова е трикратна носителка на наградата на Академията за мода „Златна игла“ на Академията за мода (1996 г. и 1999 г.), а през 2006 г. получава и най-престижния моден приз в страната - „Златна игла“ за цялостен принос в областта на модата.
Обявена е за „Дизайнер на годината“ и на фестивала за висша мода през 1990 г. и 1995 г., по-късно получава и приз за цялостно творчество.
Получава награда от ТВ предаването „24 карата“ за телевизионна мода през 1997 г.